# Station Péage-de-Roussillon
Station Le Péage-de-Roussillon is een spoorwegstation in de Franse gemeente Le Péage-de-Roussillon aan de Paris-Lyon - Marseille-Saint-Charles.